# Église de Saint-Roch-des-Aulnaies
L'église de Saint-Roch-des-Aulnaies est une église catholique située à Saint-Roch-des-Aulnaies dans la région administrative de Chaudière-Appalaches. 

## Histoire
L'église a été bâtie entre 1845 et 1853 en remplacement de celle construite en 1777 et devenue trop exiguë. Les plans sont ceux de l'architecte Pierre Gauvreau (1813-1884). 

## Description
De style néogothique, l'église de forme rectangulaire mesure 150 pieds (45,72 m) × 78 pieds (23,77 m) et peut accueillir 1000 personnes. Sur la façade, on retrouve deux clochers, trois portes, de hautes fenêtres et une statue de saint Roch, œuvre de Louis-Thomas Berlinguet.
À l'intérieur, on retrouve notamment un orgue Déry installé en 1874, une chapelle sainte Anne datant de 1883, une chapelle du Sacré-Cœur de 1888 avec un sculpture du Sacré-Cœur de Louis Jobin, un tableau La vision de saint Roch de Jean-Antoine Aide-Créquy, un tableau La Présentation de la Vierge de François Baillairgé et un éclairage avec des lustres de cristal.
Sous la nef et le chœur, on retrouve un cimetière ad sanctos (près du saint) où sont enterrés de nombreuses dépouilles.

## Galerie

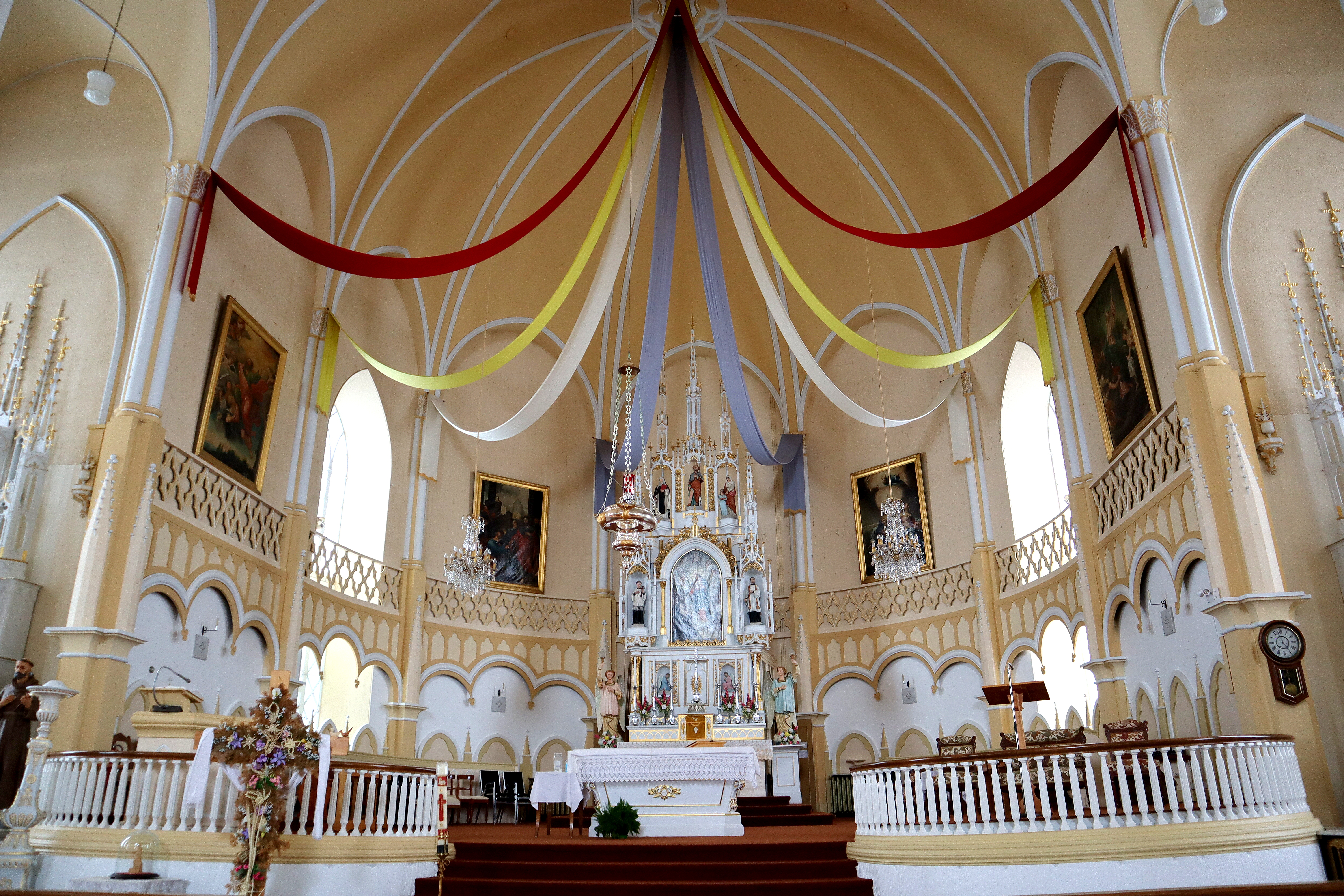
Chœur
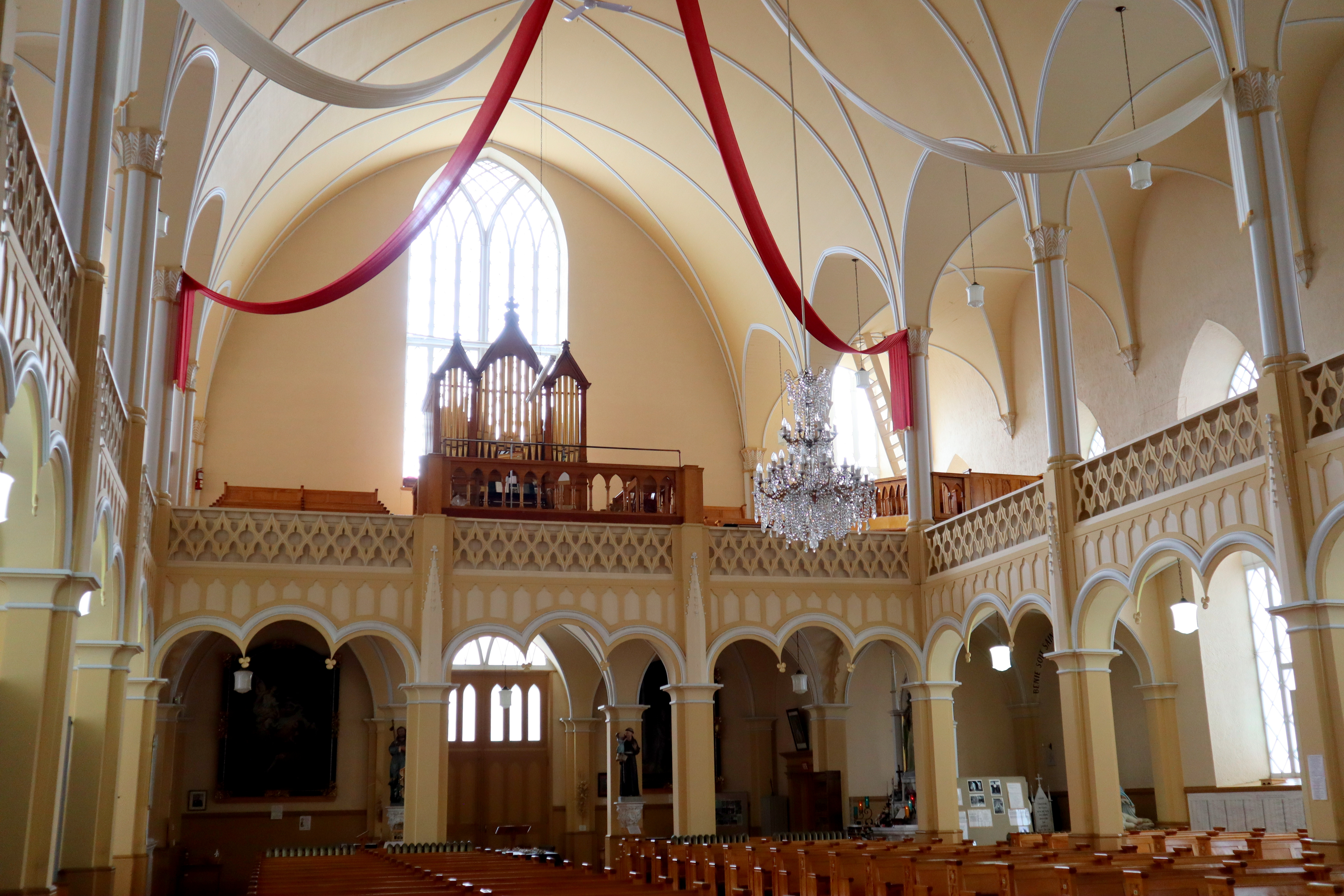
Jubé
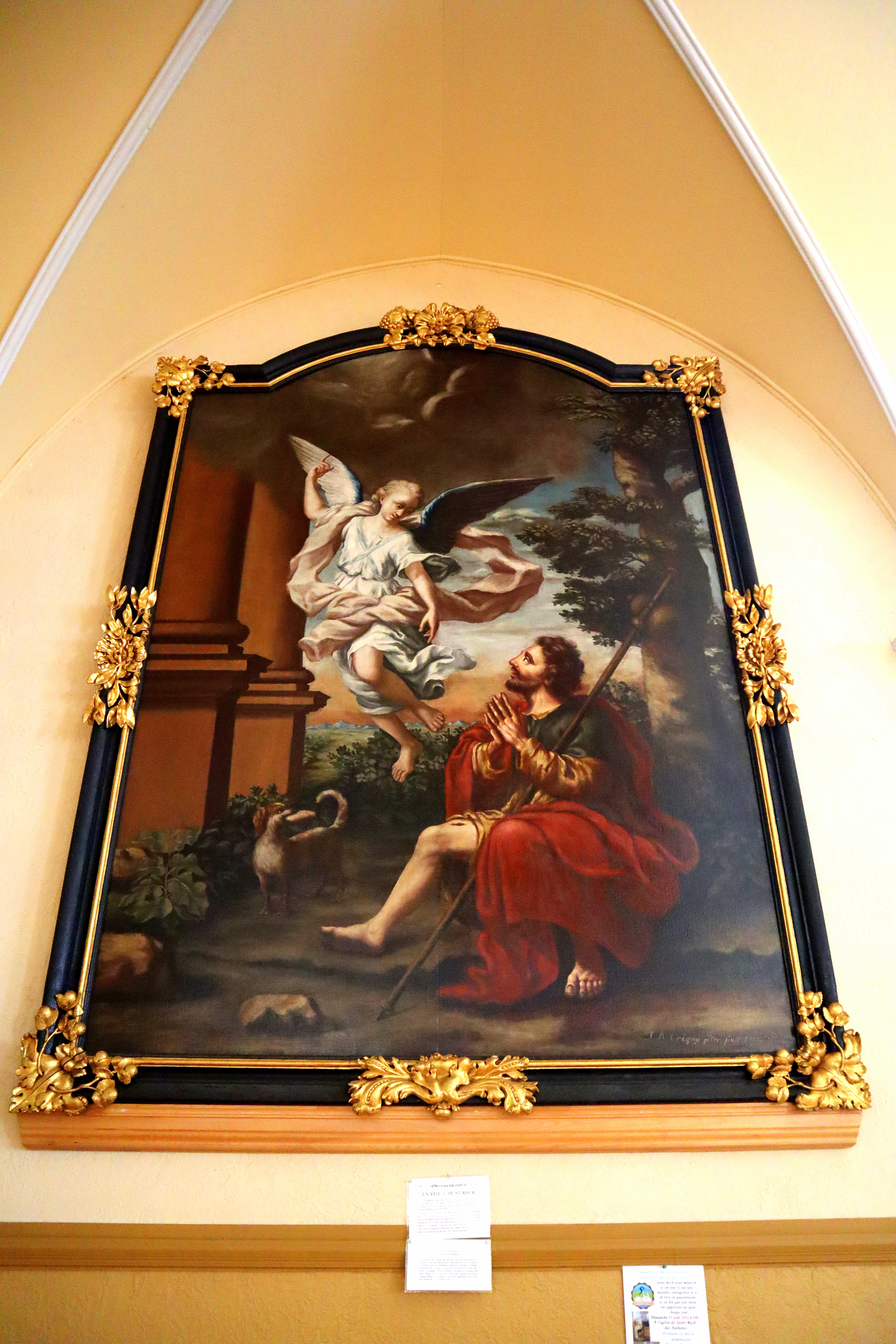
La Vision de saint Roch
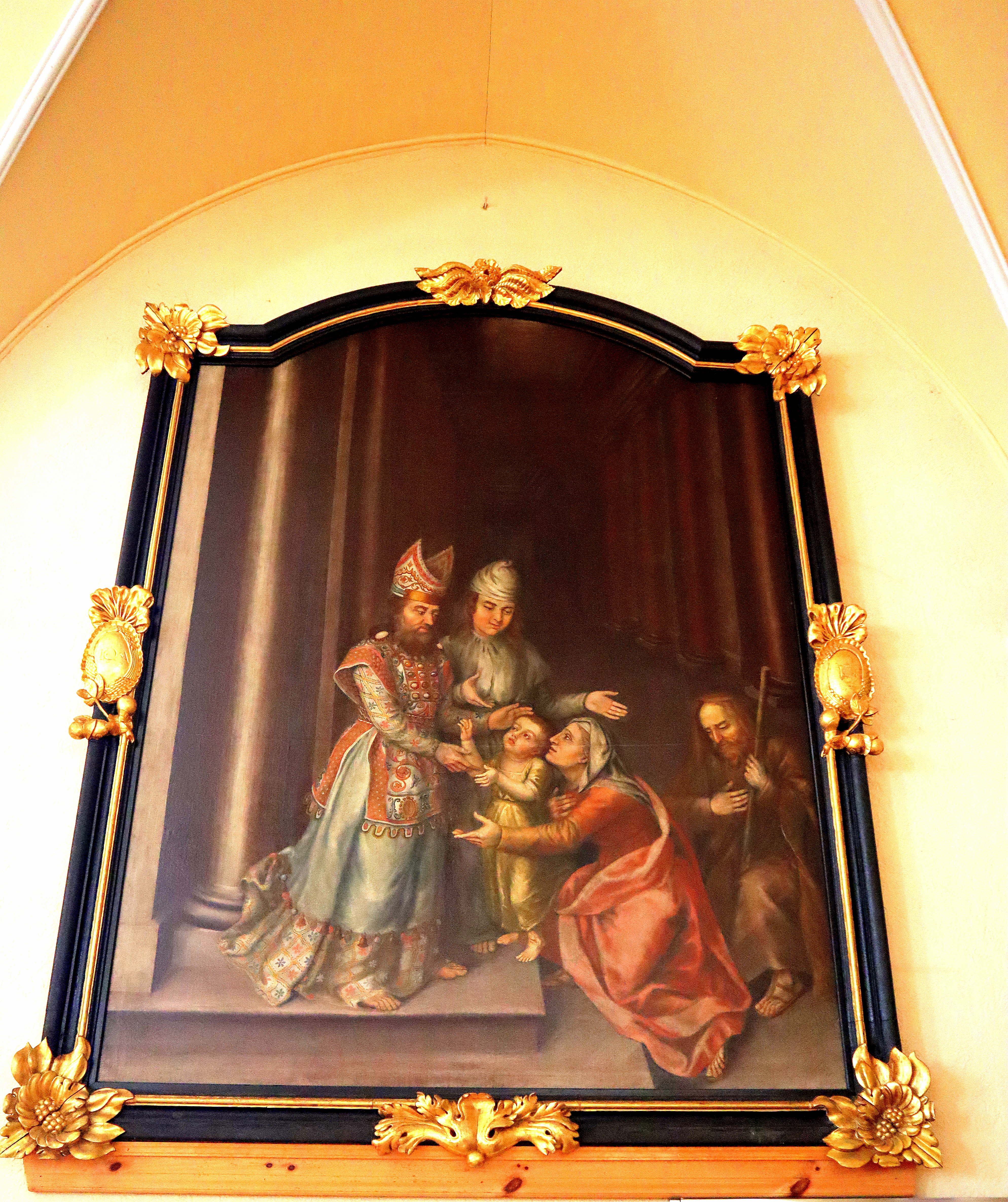
La Présentation de la Vierge

## Sources
- « Église de Saint-Roch - Répertoire du patrimoine culturel du Québec », sur www.patrimoine-culturel.gouv.qc.ca (consulté le 19 octobre 2021).
- « Inventaire des lieux de culte du Québec - Fiche », sur www.lieuxdeculte.qc.ca (consulté le 19 octobre 2021).